# Stigmata (film)
Stigmata is een Amerikaanse bovennatuurlijke horrorfilm uit 1999, geregisseerd door Rupert Wainwright en gedistribueerd door Metro-Goldwyn-Mayer. Het script is geschreven door Tom Lazarus en Rick Ramage.

## Verhaal
De film gaat over een priester (Gabriel Byrne) die door het Vaticaan naar Brazilië gestuurd wordt om onderzoek te doen naar een bloed huilend Mariabeeld. Intussen vertoont Frankie Page (Patricia Arquette), een jonge atheïstische kapster, op een dag voor het eerst de tekenen van de stigmata, de wonden van Christus. Priester Kiernan vertrekt naar de Verenigde Staten om zich te ontfermen over het meisje. Aanvankelijk twijfelt hij aan de echtheid van de wonden aangezien de stigmata nooit voorkomen bij niet-gelovige mensen. Wanneer de tekens echter duidelijker worden, beseft Kiernan dat hij te maken heeft met onverklaarbare krachten die hem rechtstreeks confronteren met zijn geloof.

## Rolverdeling
| Acteur            | Personage                 |
| ----------------- | ------------------------- |
| Patricia Arquette | Frankie Paige             |
| Gabriel Byrne     | Priester Andrew Kiernan   |
| Jonathan Pryce    | Kardinaal Daniel Houseman |
| Nia Long          | Donna Chadway             |
| Thomas Kopache    | Priester Durning          |
| Rade Serbedzija   | Marion Petrocelli         |
| Enrico Colantoni  | Priester Dario            |
| Dick Latessa      | Priester Gianni Delmonico |
| Portia de Rossi   | Jennifer Kelliho          |
| Patrick Muldoon   | Steven                    |

## Trivia
- Patricia Arquette was genomineerd voor een Blockbuster Entertainment Award voor haar rol in de film.